# Coffee & TV
〈Coffee & TV〉는 영국의 록 밴드 블러의 1999년 노래이다. 이 곡은 이 밴드의 기타리스트인 그레이엄 콕슨이 작사했는데, 그는 또한 프론트맨인 데이먼 알반보다 리드 보컬을 불렀다. 이 곡은 블러의 여섯 번째 스튜디오 음반인 《13》에 수록되어 있으며 음반에서 두 번째 싱글이다. 가사에는 콕슨의 알코올 중독에 대한 투쟁과 콕슨을 찾는 감각적인 우유 종이갑을 특징으로 하는 이 노래의 비디오가 몇 개의 상을 받았다. 상업적으로, 〈Coffee & TV〉는 영국에서 11위, 아일랜드에서 26위에 올랐다. 그것은 1999년 9월 2위로 정점을 찍은 아이슬란드에서 큰 히트를 쳤다.

## 배경 및 녹음
이 노래는 1998년 말 13명의 나머지 재료와 함께 프로듀서 윌리엄 오빗과 함께 녹음되었다. 콕슨은 알코올 중독으로부터의 투쟁에 관한 노래를 썼고, 대신 커피를 마시며 TV를 보면서 긴장을 푸는 방법에 대해 작곡했다. 이 경험은 또한 그의 첫 솔로 음반 《The Sky Is Too High》에도 기여했다.
이 노래의 음악 스타일은 블러의 이전 브릿팝 시절과 비슷하게 보이는 나머지 《13》에 비하면 이례적인 것이다. 《13》의 주요 특징인, 악기 연주 동안 무거운 기타 디스토션과 피드백이 특징임에도 불구하고, 트랙은 일반적으로 차분하고 침착한 가사와 보컬이 특징이다. 싱글의 편집은 페이드 아웃 후 악기의 부분을 잘라내고 음반 버전보다 40초 정도 짧다. 이 악기는 공식적으로 제목이 붙지 않았지만 〈Coffee & TV Exitlude〉로 알려진 숨겨진 트랙이다.

## 곡 목록
모든 곡들은 데이먼 알반, 그레이엄 콕슨, 알렉스 제임스, 데이브 론트리에 의해 작사/작곡하였다.
| CD1 1. "Coffee & TV" – 5:58 2. "Trade Stylee" (Alex's Bugman remix) – 5:59 3. "Metal Hip Slop" (Graham's Bugman remix) – 4:27 CD2 1. "Coffee & TV" – 5:58 2. "X-Offender" (Damon / Control Freak's Bugman remix) – 5:42 3. "Coyote" (Dave's Bugman remix) – 3:48 카세트 1. "Coffee & TV" – 5:58 2. "X-Offender" (Damon / Control Freak's Bugman remix) – 5:42 12인치 1. "Coffee & TV" – 5:19 2. "Trade Stylee" (Alex's Bugman remix) – 5:59 3. "Metal Hip Slop" (Graham's Bugman remix) – 4:27 4. "X-Offender" (Damon / Control Freak's Bugman remix) – 5:42 5. "Coyote" (Dave's Bugman remix) – 3:48 | 유럽/영국 그리고 호주 CD 1. "Coffee & TV" – 5:03 2. "Trade Stylee" (Alex's Bugman remix) – 5:59 3. "Metal Hip Slop" (Graham's Bugman remix) – 4:27 4. "Coyote" (Dave's Bugman remix) – 3:48 5. "X-Offender" (Damon / Control Freak's Bugman remix) – 5:42 일본 CD 1. "Coffee & TV" (UK Radio Edit) – 5:03 2. "Tender" (Cornelius remix) – 5:23 3. "Bugman" – 4:49 4. "Trade Stylee" (Alex's Bugman remix) – 5:59 5. "Metal Hip Slop" (Graham's Bugman remix) – 4:27 6. "Coyote" (Dave's Bugman remix) – 3:48 7. "X-Offender" (Damon / Control Freak's Bugman remix) – 5:42 |

## 인증
| 국가                               | 인증 | 판매량/출하량 |
| ---------------------------------- | ---- | ------------- |
| 영국 (BPI)                         | 실버 | 200,000       |
| 판매량+스트리밍을 기반으로 한 인증 |      |               |